# جورج اولسن
جورج اولسن (بالإنجليزية: George Olsen)‏ هو موزع وموسيقي أمريكي، ولد في 18 مارس 1893 في بورتلاند في الولايات المتحدة، وتوفي في 18 مارس 1971 في باراموس في الولايات المتحدة.

## وصلات خارجية
- جورج اولسن على موقع IMDb (الإنجليزية)
- جورج اولسن على موقع ميوزك برينز (الإنجليزية)
- جورج اولسن على موقع قاعدة بيانات برودواي على الإنترنت (الإنجليزية)
- جورج اولسن على موقع أول ميوزيك (الإنجليزية)
- جورج اولسن على موقع ديسكوغز (الإنجليزية)
- جورج اولسن على موقع قاعدة بيانات الفيلم (الإنجليزية)